# Dicranomyia (Dicranomyia) ornatipennis
Dicranomyia (Dicranomyia) ornatipennis is een tweevleugelige uit de familie steltmuggen (Limoniidae). De soort komt voor in het Neotropisch gebied.